# Kurtuluş
Pour les articles homonymes, voir Kurtuluş (homonymie).
Kurtuluş, (la libération, le salut en turc, anciennement connu sous le nom de Tatavla signifiant "écurie de chevaux" en grec moderne : Ταταύλα) est un quartier cosmopolite de Şişli dont la population se compose de Turcs, de Grecs (maintenant presque complètement émigrés), d'Arméniens (qui y vivent toujours en nombre), de Kurdes (qui sont des migrants économiques relativement récents) et de Juifs (qui y vivent toujours en nombre). Le nom turc signifie "indépendance" ou "délivrance".

## Histoire
Le quartier a été construit à l'origine au XVIe siècle comme un quartier résidentiel pour les Grecs de Chios, installés ici pour travailler dans les principaux chantiers navals de l'Empire ottoman qui étaient situés dans le quartier voisin de Kasımpaşa. [réf. nécessaire] En 1832, un incendie a balayé et a complètement détruit le quartier avec six cents maisons et trente magasins en flammes. Tatavla a émergé comme une partie entièrement grecque de Constantinople au cours du XIXe siècle avec une population de vingt mille personnes. Le quartier a accueilli plusieurs églises, écoles et tavernes orthodoxes. Elle a été surnommée la Petite Athènes en raison de son caractère grec. 
Le nom du quartier a été changé pour Kurtuluş, six ans après la fondation de la République de Turquie, pour sa reconstruction et symbolisant son rajeunissement, après qu'un incendie a balayé et détruit en grande partie le quartier le 13 avril 1929, avec 207 maisons en flammes. Malgré l'agitation de la guerres balkaniques, suivies de la Première Guerre mondiale puis de la guerre gréco-turque (1919-1922) et des incendies dévastateurs, le quartier a continué à conserver sa grande population et son atmosphère grecques, au moins jusqu'au pogrom d'Istanbul. C'était typiquement la zone résidentielle pour les Grecs aux revenus plus modestes, contrairement, par exemple, à Tarabya sur le Bosphore, où vivaient les Grecs plus riches ainsi que les Turcs et les Européens riches. Néanmoins, un certain nombre de belles maisons ont été construites à la fin du XIXe siècle, dont certaines subsistent encore aujourd'hui. 
Kurtuluş, était également le lieu qui a mis fin au carnaval de Baklahorani, un événement annuel dirigé par la communauté grecque de la ville, qui a été interdit par les autorités turques en 1943, mais a été relancé en 2010.